# Nicole Heer
Nicole Heer (* 1996) ist eine Schweizer Unihockeytorhüterin. Sie steht beim Nationalliga-A-Vertreter Red Ants Rychenberg Winterthur unter Vertrag.

## Karriere
Heer spielt für die Red Ants Rychenberg Winterthur und bildet zusammen mit Ronja Schmid das Torhüterduo.